# Vaccinium oldhamii
Vaccinium oldhamii là một loài thực vật có hoa trong họ Thạch nam. Loài này được Miq. miêu tả khoa học đầu tiên năm 1865.

## Hình ảnh

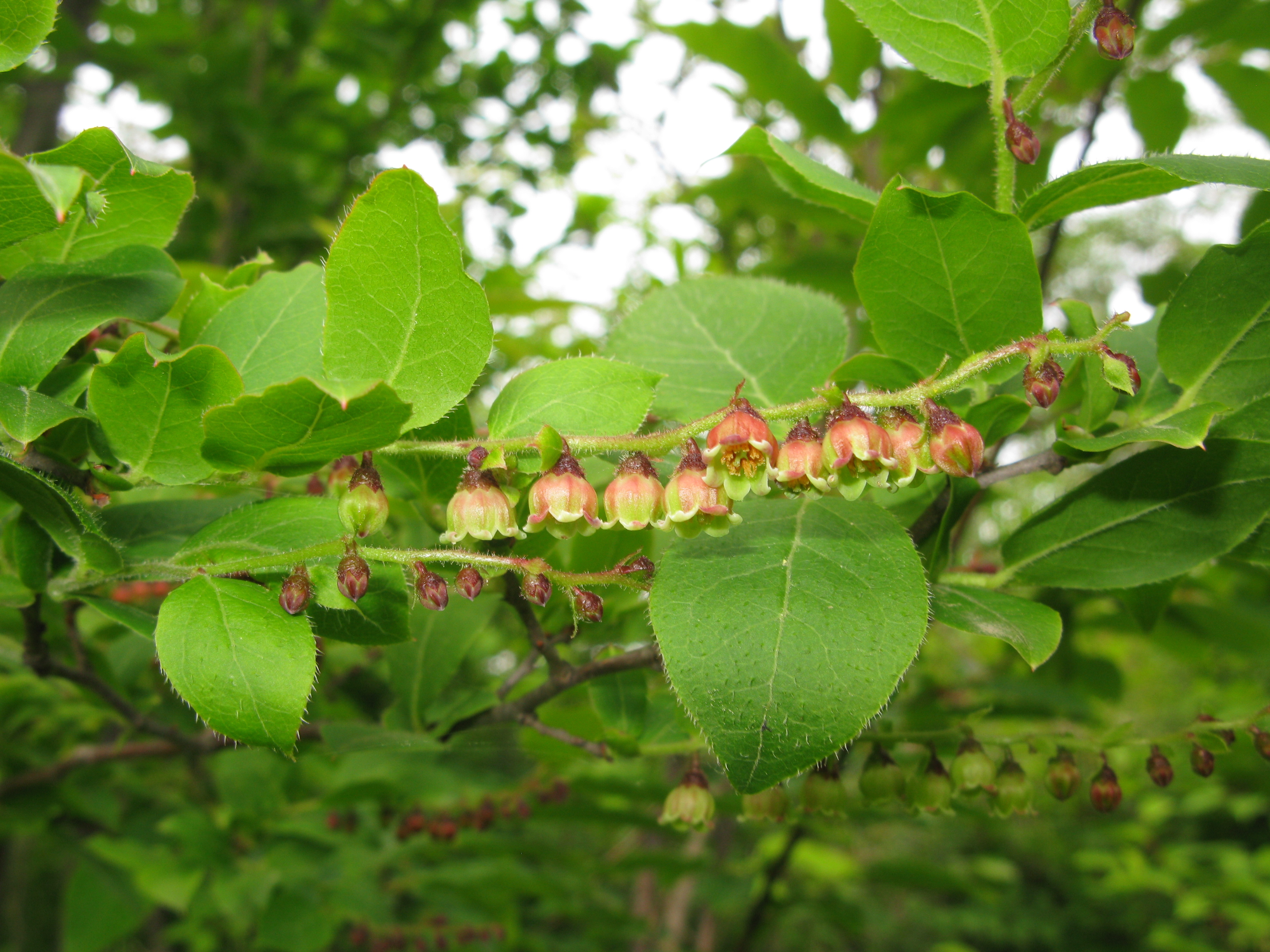
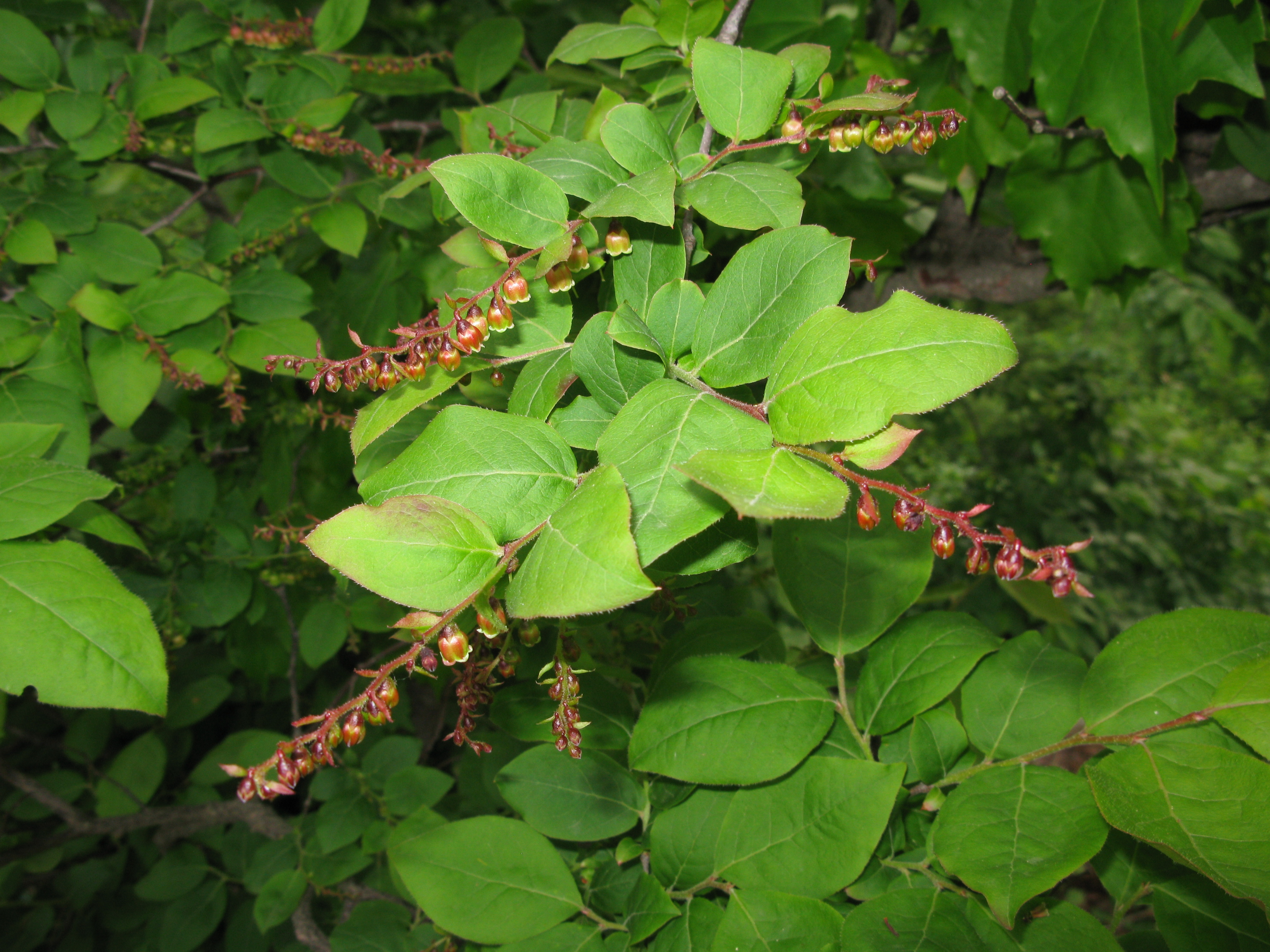
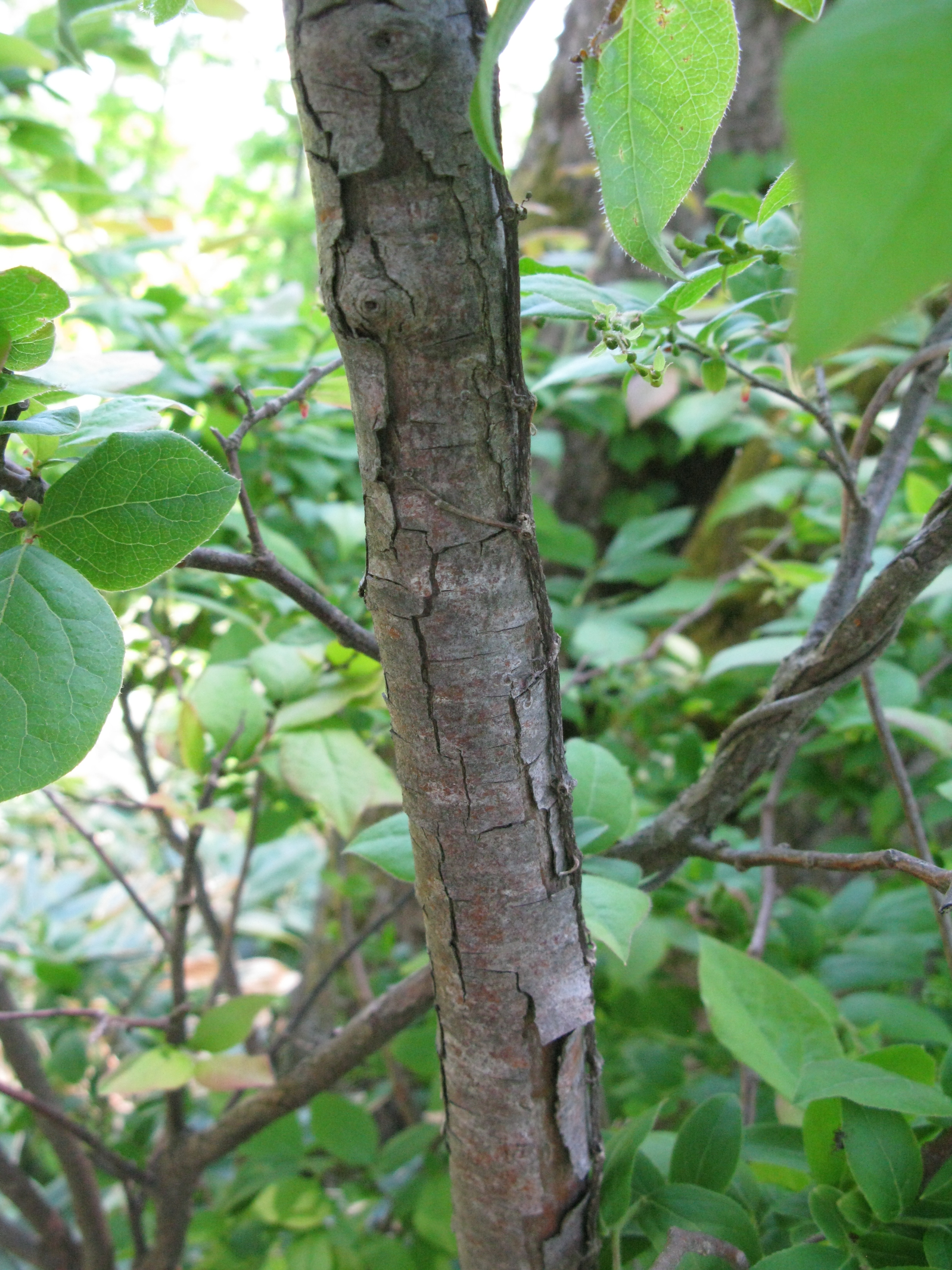
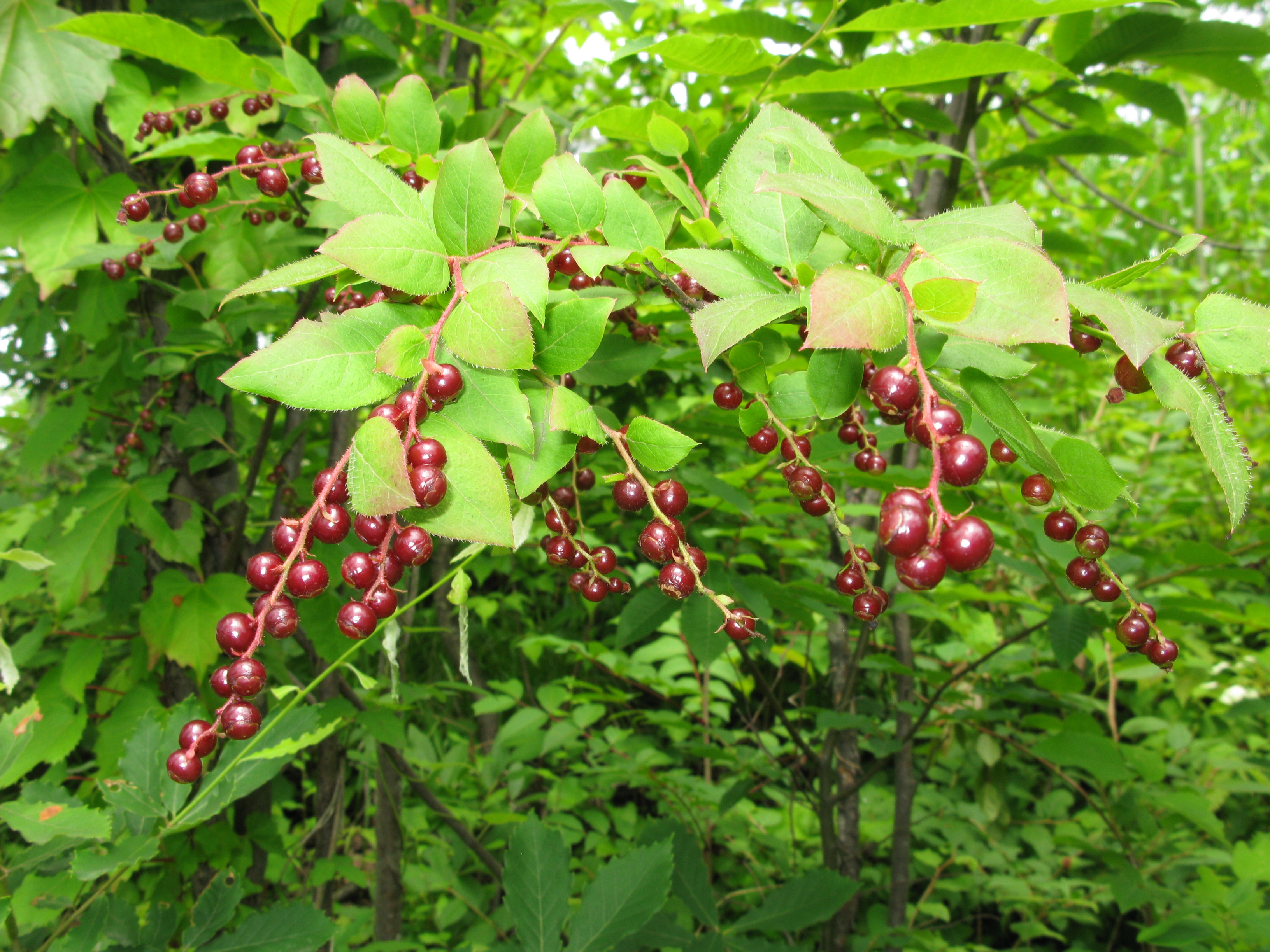